# Leptocera richardsi
Leptocera richardsi är en tvåvingeart som beskrevs av Curtis W. Sabrosky 1949. Leptocera richardsi ingår i släktet Leptocera och familjen hoppflugor. Inga underarter finns listade i Catalogue of Life.